# Civitella Paganico
Civitella Paganico is een gemeente in de Italiaanse provincie Grosseto (regio Toscane) en telt 3052 inwoners (31-12-2004). De oppervlakte bedraagt 192,7 km², de bevolkingsdichtheid is 16 inwoners per km².
De volgende frazioni maken deel uit van de gemeente: Casale di Pari, Civitella Marittima, Dogana, Monte Antico, Paganico, Pari.

## Demografie
Civitella Paganico telt ongeveer 1281 huishoudens. Het aantal inwoners daalde in de periode 1991-2001 met 1,5% volgens cijfers uit de tienjaarlijkse volkstellingen van ISTAT.
| Jaar | Inwoneraantal |
| ---- | ------------- |
| 1991 | 3090          |
| 2001 | 3045          |

## Geografie
De gemeente ligt op ongeveer 329 meter boven zeeniveau.
Civitella Paganico grenst aan de volgende gemeenten: Campagnatico, Cinigiano, Montalcino (SI), Monticiano (SI), Murlo (SI), Roccastrada.